# Germán Cornejo
Germán Jacobo Cornejo Córdova (San Fernando, Chile, 13 de marzo de 1944) es un exfutbolista chileno que también se ha desempeñado como director técnico de diversos clubes de Chile y el extranjero.

## Trayectoria
Luego de destacar como jugador de Palestino, el único cuadro que defendió profesionalmente, Cornejo forjó una dilatada trayectoria como entrenador, iniciada en 1978 al mando de Unión Española. Desde la banca, ha dirigido numerosos equipos, tanto en Primera División como en Segunda división. Su expediente integra pasos por San Luis de Quillota, Fernández Vial, Curicó Unido, Unión San Felipe, Rangers, Deportes Arica, Colchagua, Palestino, O´Higgins, Naval, Deportes La Serena y Huachipato, cuadro con el que consiguió el ascenso a la serie mayor en 1991.
En el exterior, destaca su paso por el Motagua de Honduras, en 2005. Anteriormente, dirigió el Jacksonville Cyclones de Estados Unidos y el Tembetary de Paraguay.
En su carrera, además ha sido ayudante del entrenador Luis Santibáñez, a quien asesoró durante su paso por la selección chilena en la Copa América 1979 (en la que Chile fue subcampeón) y el Mundial de España 1982.
En agosto de 2009, Cornejo asumió interinamente la dirección técnica del primer equipo loíno, tras la renuncia de Rubén Vallejos. Su única participación estuvo en el pleito que los naranjas perdieron ante Deportes Antofagasta por la Copa Chile 2009.

## Clubes

### Como jugador
| Club      | País  | Año       |
| --------- | ----- | --------- |
| Colchagua | Chile | 1961      |
| Palestino | Chile | 1962-1966 |

### Como entrenador
| Club                  | País           | Año       |
| --------------------- | -------------- | --------- |
| Unión Española        | Chile          | 1978-1979 |
| Rangers               | Chile          | 1981      |
| O'Higgins             | Chile          | 1982-1983 |
| Naval                 | Chile          | 1984-1985 |
| San Luis              | Chile          | 1986      |
| Rangers               | Chile          | 1987      |
| Deportes La Serena    | Chile          | 1988      |
| Fernández Vial        | Chile          | 1990      |
| Huachipato            | Chile          | 1991      |
| O'Higgins             | Chile          | 1992      |
| Fernández Vial        | Chile          | 1994      |
| Palestino             | Chile          | 1995-1996 |
| Jacksonville Cyclones | Estados Unidos | 1998      |
| Colchagua             | Chile          | 1999-2000 |
| Tembetary             | Paraguay       | 2002      |
| Deportes Arica        | Chile          | 2004      |
| Motagua               | Honduras       | 2005      |
| Curicó Unido          | Chile          | 2007      |
| Cobreloa              | Chile          | 2009      |